# Моника Херцег
Моника Херцег (Сисак, 1990) јесте хрватска пјесникиња, драматург, уредница, феминисткиња и научница. Добитница је више награда за књижевност и афирмисала се као једна од најистакнутијих пјесникиња нове генерације у Хрватској.

## Биографија
Одрасла је у засеоку Бјеловац крај села Пецки у близини Петриње. Студирала је физику на Свеучилишту у Ријеци и запослена је мајка двоје дјеце. Живи у Загребу. Године 2017. године освојила је најистакнутију награду за младе ауторе у Хрватској, Горан — награду за најбољи дебитански необјављени рукопис. Као резултат тога, књига Почетне координате објављена је 2018. године и добила је велика признања од стране критике, као и награде Квирин, Фран Галовић за најбоље књижевно дјело на тему завичаја или идентитета и награду На врх језика у Хрватској. Књига је освојила  другу награду на Међународном песничком такмичењу Кастело ди Дуино у Италији 2016. године, а 2018. године награду Славић за младе ауторе на фестивалу Мостови Струге у Сјеверној Македонији.  Године 2019. њена кратка прича Глава освојила је прву нагрдау на такмичењу Бибер. Године 2021. освојила је награду „Страшне жене” (Fierce Women) за свој активизам.
Њена дјела преведена су на неколико језика, укључујући енглески преко Версолописа, платформе за промоцију младих европских аутора и одабраних дјела објављених на француском као „Ciel sous tension, L’Ollave 2019. 
Чланица је Друштва хрватских књижевника и тренутно је активна као уредница њиховог часописа.

## Дјела
- Почетне координате (Почетне координате) написане 2017. године, објављено у Загребу: СКУД Иван Горан Ковачић, 2018
- Ловостај, Загреб: Јесенски и Турк, 2019
- Вријеме прије језика, Загреб: Фрактура, 2020
- , превод Мартина Крамер, Париз, L’Ollave, 2019